# Új-zélandi viharfecske
Az új-zélandi viharfecske (Fregetta maorianus) a madarak (Aves) osztályának a viharmadár-alakúak (Procellariiformes) rendjébe, ezen belül a viharfecskefélék (Hydrobatidae) családjába tartozó faj.

## Rendszertani besorolása
Ezt a madarat időnként a Wilson-viharfecske (Oceanites oceanicus) alfajának vagy változatának vélték, pedig a két madár különbözik egymástól. 2011-ben, az angliai és franciaországi múzeumokban levő új-zélandi viharfecske példányokból vett DNS-mintákat összehasonlították a Hauraki-öbölben élő viharfecskék DNS-ével; az eredmény pedig azonos fajt mutatott; tehát újra felfedezték a kihaltnak vélt madárfajt. Ugyanez a vizsgálat azt mutatta, hogy ez a viharfecskefaj korábban téves nembe volt sorolva, hiszen eddig az Oceanites-fajok közé tartozott, de mostantól áthelyezték a vele közelebbi rokonságot mutató Fregetta nevű madárnembe.

## Előfordulása
Új-Zéland északi szigetén honos. A természetes élőhelye tengerpartok és a nyílt óceáni vizek.

## Megjelenése
Átlagos testhossza 17 centiméter. Feje, nyaka, melle és a felső része kormos fekete, a felső farok fedőtollak fehérek. A hasa fehér, barnán csíkozott.
|  |

## Természetvédelmi helyzete
Három példányt gyűjtöttek be az 1800-as években, 2000-ig kihaltként volt nyilvántartva, de 2003 óta több észlelése volt. 2010 óta a Természetvédelmi Világszövetség (IUCN) súlyosan veszélyeztetett fajnak minősíti ezt a ritka madarat.

### Fordítás
- Ez a szócikk részben vagy egészben  a   New Zealand storm petrel című angol Wikipédia-szócikk ezen változatának fordításán alapul.  Az eredeti cikk szerkesztőit annak laptörténete sorolja fel. Ez a jelzés csupán a megfogalmazás eredetét és a szerzői jogokat jelzi, nem szolgál a cikkben szereplő információk forrásmegjelöléseként.